# Rogowského cívka
Rogowského cívka (také Rogowského potenciometr) je cívka ve tvaru toroidu bez feromagnetického jádra, slouží jako součást elektrických měřicích přístrojů k měření střídavých proudů. Protože tento druh cívek nemá žádné jádro, řadí se mezi vzduchové cívky.

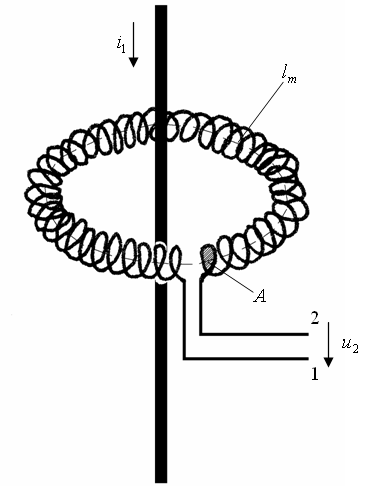
Zjednodušený nákres Rogowského cívky s měřeným vodičem

Základní myšlenku pro konstrukci této cívky, využívající napětí indukované střídavými proudy ve vzduchové cívce zformuloval Arthur Prince Chattock v roce 1887. Užívané pojmenování odkazuje na Waltera Rogowského, který své výzkumy publikoval v roce 1912.

## Všeobecně
Rogowského cívka je tvořena elektrickým vodičem, rovnoměrně navinutým na stabilní kostru z neferomagnetického materiálu. Kostra může být jak uzavřená (např. toroid), tak ve formě ohebného pásku. Vinutí začíná uprostřed pásku, navíjí se ke kraji, zpět až na druhý kraj a opět do středu. Oba vývody vycházejí vedle sebe uprostřed pásku. Při vinutí na uzavřenou kostru se postupuje obdobně.
Pro měření proudu i1, protékajícího vodičem, musí Rogowského cívka obepínat vodič (žílu kabelu, sběrnici). Protékající proud vytváří magnetické pole, které v cívce indukuje napětí u2.
Napětí na vývodech cívky se měří některou vysokoohmovou metodou, proto je proud tekoucí cívkou blízký nule.
Pro indukované napětí platí následující rovnice:
{\displaystyle u_{2}=M\cdot {\frac {\mathrm {d} i_{1}}{\mathrm {d} t}}=M\cdot i_{1}^{\prime }(t)}
Vzájemnou indukčnost M Rogowského cívky je možné vyjádřit rovnicí:
{\displaystyle M={\frac {\mu _{0}\cdot N\cdot A}{l_{\mathrm {m} }}}}
kde μ0 je permeabilita vakua, N je počet závitů, A je průřez cívky lm je délka střední linie cívky.
Pro změření proudu i1 musí být vyjádřen časový integrál napětí u2 pro danou cívku. Při měření proudů se sinusovým průběhem ale můžeme naměřené napětí popsat přímo v jednotkách proudu.

## Přednosti a nedostatky měření proudu Rogowského cívkou
Předností Rogowského cívky oproti jiným způsobům měření je odolnost konstrukce. Měřit můžeme v širokém rozsahu, v podstatě až do zkratových proudů, bez poškození tohoto proudového měniče. Neprojevují se zde nelineární průběhy, které jsou vlastní cívkám se železným jádrem.
Protože Rogowského cívku lze konstruovat jako otevřenou (navinutou na ohebném pásku), lze ji umístit na vodič a následně odstranit bez přerušení měřeného obvodu. Cívky se vyrábějí v nejrůznějších velikostech, od takových, kterými se měří přímo na součástkách osazený na deskách plošných spojů až po takové, kterými se měří na přípojnicích nebo na strojních dílech (ložiskové proudy).
Rogowského cívky lze zhotovit různě citlivé, pro proudy několika ampér až po stovky kiloampér. Dále je možné měřit při frekvencích jednotek Hertz i v megahertzovém rozsahu. Stejně dobře lze měřit strmé průběhy, jaké se vyskytují ve frekvenčních měničích a ostatních zařízeních výkonové elektroniky.
Zkratové proudy, které se dají očekávat v energetice, nezpůsobují v Rogowského cívkách žádné velké síly nebo ztráty. Neprojevuje se ani hystereze nebo trvalé zmagnetování, možné u převodníků s Hallovými sondami. Cívky nepředstavují na rozdíl od měřicích transformátorů žádné nebezpečí pro obsluhu a nezničí se, když jsou odpojené.
Rogowského cívky ale vyžadují pro měření pomocné přístroje, jako jsou zesilovače a napájecí zdroje. Další nevýhodou je závislost přesnosti měření na poloze cívky. Pro ideální cívku bez vzduchové mezery je poloha cívky vůči vodiči nevýznamná. U reálných cívek ale existuje vzduchová mezera, kterou uniká nezměřitelné magnetické pole. Tuto chybu lze vyloučit opakovaným měřením při různých polohách cívky a měřeného vodiče a následným stanovením střední hodnoty.